# Wólka (rejon kamieniecki)
Wólka (biał. Ву́лька, Wulka), dawn. Wólka Pużycka – wieś na Białorusi, w rejonie kamienieckim obwodu brzeskiego. Miejscowość wchodzi w skład sielsowietu Ogrodniki.
Wólka leży 48 km na zachód od Kamieńca, 53 km na północny zachód od Brześcia, 10 km na południe od stacji kolejowej Wysoka-Litowsk na linii Brześć-Białystok i 1 km na południowy wschód od granicy polsko-białoruskiej i autostrady Wysokie-Prużana-Słonim (Р85).

## Historia
W okresie międzywojennym Wólka (Pużycka) znajdowała się w powiecie brzeskim województwa poleskiego II Rzeczypospolitej, w gminie Wołczyn. W 1921 roku liczba mieszkańców wynosiła 123.
Podczas II wojny światowej włączona do gminy Wysokie Litewskie, a 1 sierpnia 1944 do nowej Klukowicze w powiecie bielskim w województwie białostockim, utworzonej z przypadłych Polsce fragmentów przedwojennego Polesia. Według pisma Wydziału Powiatowego w Bielsku Podlaskim do Urzędu Wojewódzkiego (Wydziału Samorządowego) w Białymstoku z 23 lipca 1945 Wólka Pużycka stanowiła gromadę w gminie Klukowicze o powierzchni 329 ha.
Po ostatecznym zatwierdzeniu przebiegu granicy w tym rejonie w kwietniu 1947 Wólka znalazła się w strefie granicznej z ZSRR (w BSRR).